# Karl Geurs
Karl Geurs est un scénariste, producteur et réalisateur américain né le 1er juin 1948 à Los Angeles, Californie (États-Unis).

## Filmographie

### comme scénariste
- 1991 : Winnie the Pooh & Christmas Too (TV)
- 1997 : Pooh's Grand Adventure: The Search for Christopher Robin (vidéo)
- 2002 : Winnie the Pooh: A Very Merry Pooh Year (vidéo)
- 2003 : Le Livre de la jungle 2 (The Jungle Book 2)

### comme producteur
- 1983 : Le Sourire du dragon ("Dungeons & Dragons") (série TV)
- 1988 : Winnie l'ourson ("The New Adventures of Winnie the Pooh") (série TV)

### comme réalisateur
- 1983 : Le Sourire du dragon ("Dungeons & Dragons") (série TV)
- 1988 : Winnie l'ourson ("The New Adventures of Winnie the Pooh") (série TV)
- 1997 : Pooh's Grand Adventure: The Search for Christopher Robin (vidéo)